# Jean-Paul Boëtius
Jean-Paul Boëtius (Róterdam, 22 de marzo de 1994) es un futbolista surinamés. Juega de centrocampista y su equipo es el SV Darmstadt 98 de la 2. Bundesliga.

## Carrera
Boëtius fue parte de las divisiones inferiores del Feyenoord de Róterdam desde el año 2000. Hizo con el primer equipo en un partido de liga ante el gran rival del club, el Ajax, el 28 de octubre de 2012. En ese partido también anotó el empate 1–1 transitorio en el minuto 23 en un encuentro que terminaría empatado a dos goles.
El 6 de marzo de 2013, Boëtius fue incluido en una lista preliminar de jugadores de la selección nacional neerlandesa por primera vez en su carrera cuando tenía tan solo 18 años. No obstante, recién hizo su debut un año después en un amistoso frente a Francia.

## Clubes
| Club                   | País         | Año       | Part. | Goles |
| ---------------------- | ------------ | --------- | ----- | ----- |
| Feyenoord              | Países Bajos | 2012-2015 | 96    | 20    |
| F. C. Basilea          | Suiza        | 2015-2017 | 23    | 7     |
| K. R. C. Genk (cedido) | Bélgica      | 2017      | 23    | 5     |
| Feyenoord              | Países Bajos | 2017-2018 | 40    | 6     |
| 1. FSV Maguncia 05     | Alemania     | 2018-2022 | 129   | 13    |
| Hertha Berlín          | Alemania     | 2022-2023 | 21    | 0     |
| SV Darmstadt 98        | Alemania     | 2025-     | 12    | 0     |

## Vida privada
Boëtius es el primo de Urby Emanuelson.

## Palmarés

### Campeonatos nacionales
| Título                        | Club          | País         | Año     |
| ----------------------------- | ------------- | ------------ | ------- |
| Superliga de Suiza            | F. C. Basilea | Suiza        | 2015-16 |
| Superliga de Suiza            | F. C. Basilea | Suiza        | 2016-17 |
| Copa Suiza                    | F. C. Basilea | Suiza        | 2016-17 |
| Copa de los Países Bajos      | Feyenoord     | Países Bajos | 2017-18 |
| Supercopa de los Países Bajos | Feyenoord     | Países Bajos | 2018    |